# Billmuthausen
 (septembre 2013).
Si vous disposez d'ouvrages ou d'articles de référence ou si vous connaissez des sites web de qualité traitant du thème abordé ici, merci de compléter l'article en donnant les références utiles à sa vérifiabilité et en les liant à la section « Notes et références ».

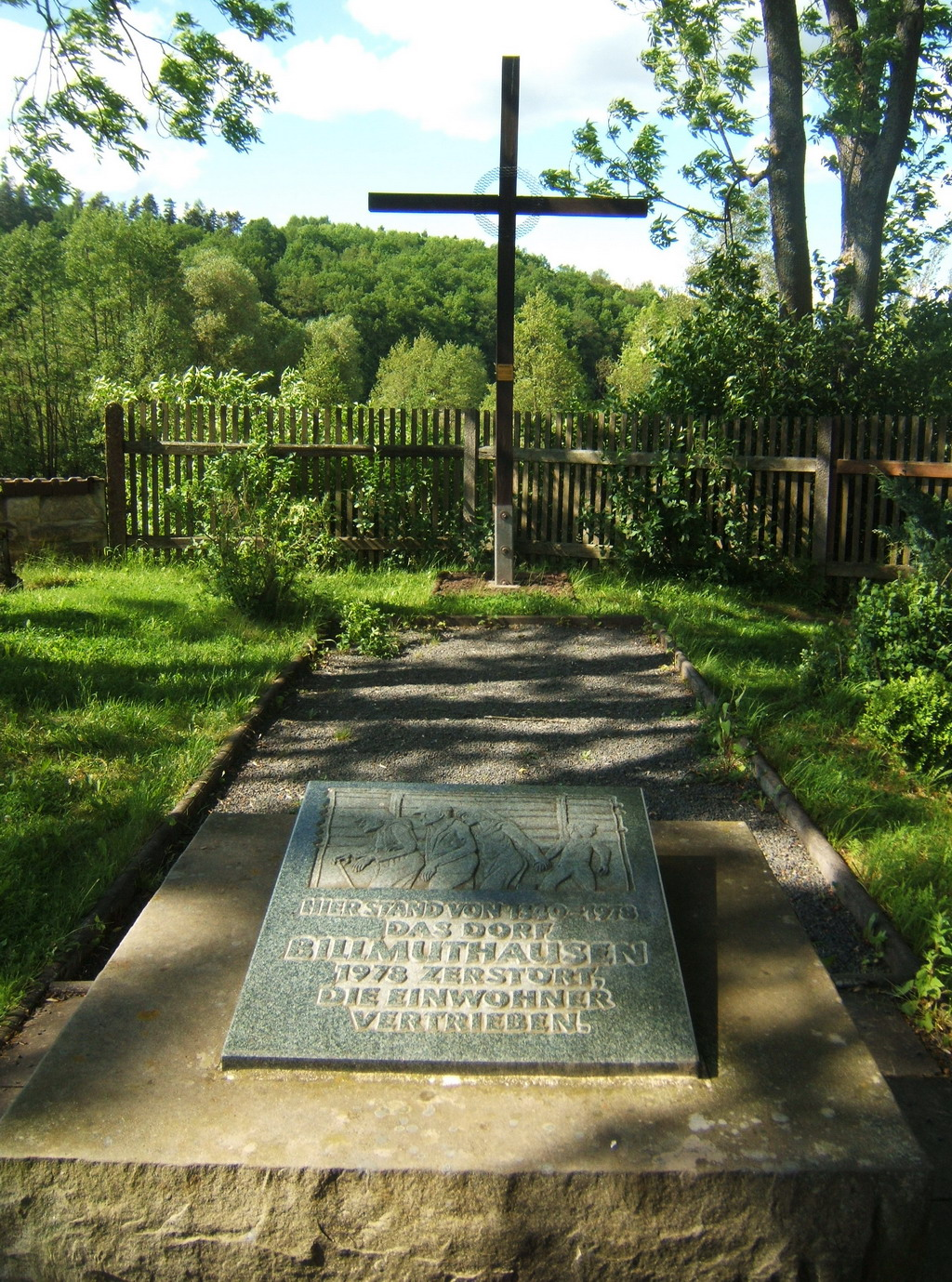
Billmuthausen Mémorial, Mémorial et traverser à côté de la chapelle commémorative

Billmuthausen (également appelé Billmuthhausen) est un village abandonné dans le Land de Thuringe, en Allemagne. Situé au sud de l'État dans l'arrondissement d'Hildburghausen entre les petites villes de Bad Colberg-Heldburg et Bad Rodach (en Bavière, sur la rivière Rodach). Ce village sert maintenant de mémorial à l'ancienne frontière intérieure allemande.

## Histoire
Le village est abandonné à partir de 1952, lors de l'action Vermine.